# 성기조
성기조(成耆兆, 1934년 6월 1일~2023년 10월 16일)는 대한민국의 시인이다. 호는 고월(皐月), 청하(靑荷)이고 충청남도 홍성에서 출생하였다. 1958년 《시와 시론》에 작품 <꽃>으로 데뷔하였다. 우계 성혼의 직계후손이다.

## 학력
- 1953년 예산농업고등학교 졸업
- 1959년 국민대학교 학사
- 1970년 경희대학교 대학원 석사
- 1985년 단국대학교 대학원 문학 박사

## 경력
- 1972년 《시와 시론》 편집인 겸 발행인
- 1976년 제38차 국제펜클럽세계대회 한국대표
- 1977년 한국교과서 대표이사/ 제39차 국제펜클럽세계대회 한국대표/ 한국소설가협회 중앙상임위원
- 1982년 국제펜클럽한국본부 회장대행/ 호서대학교 문리대학 국문과 조교수
- 1986년 우계문화재단 부이사장/ 범민족 올림픽추진중앙협의회 상임운영위원
- 1988년 한국교원대학교 도서관 관장/ 청람어문학회 회장/ 제1회 아주작가회의 의장
- 1998년 제4회 한-증문학심포지엄 한국대표
- 1998년~ 《문예운동》 편집인/ 한국문학진흥재단 이사장
- 2001년~ 제31대 국제펜클럽한국본부 회장
- 2002년~ 중국 뤄양대학교 석좌교수

## 수상
- 1988년 제1회 한성기문학상
- 1989년 제24회 서울올림픽 봉사장/ 제1회 아주문학상
- 1992년 제2회 충청문학상 본상
- 1998년 충청북도 도민대상 문예부문
- 2003년 세계문화예술훈장
- 2006년 제21회 상화시인상
- 2007년 제44회 한국문학상
- 2008년 제24회 국제펜문학상/ 예총예술문화상 특별공로상
- 2010년 제5회 원종린 수필문학상
- 2011년 제3회 흑구문학상

## 작품활동

### 시집
- 1963년 《별이 뜬 대낮》
- 1970년 《성기조 작품집》
- 1971년 《근황》
- 1980년 《흙》
- 1988년 《사랑을 나누면서》
- 1989년 《바람쐬기》
- 1989년 《달동네 사랑》
- 1991년 《방문을 열며》
- 1999년 《다락리에서》
- 2006년 《아침 뻐꾸기》

### 소설
- 1972년 《유성의 상처》
- 1976년 《빗속의 방황》
- 1978년 《모독》
- 1992년 《북풍》